# محمد ثروت (عالم)
محمد ثروت حسن أُسْتاذ الفيزياء والعلوم البصرية في جامعة أريزونا في الولايات المتحدة الأمريكية.

## نشأته
ولد محمد ثروت حسن في محافظة الفيوم، حيث نشأ وتلقى تعليمه الأساسي والتحق بكلية العلوم قسم الكيمياء جامعة القاهرة فرع الفيوم. حصل على الدكتوراه من جامعة لودفيغ ماكسيميليان بميونخ تحت إشراف فيرينس كراوس في عام 2013.  عمل باحث ما بعد الدكتوراه في معهد كاليفورنيا للتقنية تحت إشراف أحمد زويل.

## تعليمه
- دكتوراه، معهد ماكس بلانك للبصريات الكمية، ميونخ ألمانيا 2013 [7]

- ماجستير، جامعة القاهرة، 2008 [7]
- بكالوريوس، جامعة القاهرة، 2003 [7]

## إنجازاته
- توليد نبضات ليزر الأتوثانية. [8]

- تطوير سرعة ميكروسكوب إلكتروني «أتوميكروسكوبي» لتصوير الإلكترون.[9][10][11][12]

## الاهتمامات البحثية
تركز أبحاثه على التصوير والتحكم في حركة الالكترونات في المادة باستخدام المجهر الإلكتروني من خلال توليد نبضات إلكترون أتوثانية.
- الفحص المجهري: الفحص المجهري الإلكتروني [7]
- التحليل الطيفي للمسبار بمضخة أتو ثانية [7]
- تصوير والتحكم في حركة الإلكترون في الذرات والجزيئات والمواد الصلبة [7]

## الجوائز والتكريمات
- زمالة معهد ماكس بلانك عام 2009.[13]
- جائزة مؤسسة جوردون وبيتي مور عام 2018. [13][14]
- جائزة الباحثين الشباب 2019.[14][13]
- جائزة منظمة كيك البحثية للعلوم والهندسة عام 2019 [14][13]

## وصلات خارجية
- عالِم مصري يستهدف تطوير كاميرا المجهر الإلكتروني لتصبح أسرع 1000 مرة
- من «الفيمتو» إلى «الأتوثانية»
- على خطى أحمد زويل.. عالم مصري يرصد حركة الإلكترونات في زمن «الأتوثانية»
- في زمن الأتوثانية.. عالم مصري يجعل الزجاج موصلا للكهرباء